# Kanton Dangé-Saint-Romain
Kanton Dangé-Saint-Romain (fr. Canton de Dangé-Saint-Romain) je francouzský kanton v departementu Vienne v regionu Poitou-Charentes. Skládá se z osmi obcí.

## Obce kantonu
- Buxeuil
- Dangé-Saint-Romain
- Ingrandes
- Leugny
- Les Ormes
- Oyré
- Port-de-Piles
- Saint-Rémy-sur-Creuse